# Chilomycterus antennatus
Chilomycterus antennatus är en fiskart som först beskrevs av Cuvier 1816.  Chilomycterus antennatus ingår i släktet Chilomycterus och familjen piggsvinsfiskar. Inga underarter finns listade i Catalogue of Life.